# خبر بد (فیلم)
خبر بد (انگلیسی: Bad Newz) فیلم هندی کمدی زبان هندی است که در سال ۲۰۲۴ اکران شد و کارگردانی آن را آنند تواری بر عهده داشت. این فیلم که توسط شرکت‌های آمازون پرایم، دارما پروداکشنز و لئو مدیا کُلکتیو تهیه شده با الهام گرفتن از رویدادهای واقعی ساخته شده است، بازیگران اصلی وکی کوشل، ترپتی دمری، و آمی ورک هستند. این فیلم دنباله معنوی فیلم خبر خوب (۲۰۱۹) است و حول محور لقاح همزمان با پدرهای مختلف می‌گذرد که یک فرایند تولید مثلی است که در آن دوقلوها از یک مادر، اما از پدران بیولوژیکی متفاوت متولد می‌شوند.
فیلمبرداری اصلی از مارس ۲۰۲۲ تا ژوئیه ۲۰۲۳ انجام شد. این فیلم در روز ۱۹ ژوئیه ۲۰۲۴ اکران شد و بیش از ۱۱۵٫۷۴ کرور روپیه (۱۴ میلیون دلار آمریکا) در سراسر جهان فروش داشت که هزینه ساخت فیلم ۸۰ کرور روپیه (۹٫۶ میلیون دلار آمریکا) بود، تا ماه اکتبر ۲۰۲۴ رتبه هفتم پرفروش‌ترین فیلم هندی در سال ۲۰۲۴ را در اختیار داشت.

## تولید
سیر تکاملی
این فیلم در ماه مارس ۲۰۲۴ توسط کاران جوهر اطلاع‌رسانی شد که در اوائل تولید، محبوب من صنم من نام داشت و بعد نام فیلم به خبر بد تغییر  پیدا کرد. هزینه ساخت فیلم در مجموع، با احتساب بازاریابی ۸۰ کرور روپیه بود.
فیلم‌برداری
تصویربرداری اصلی در ماه مارس ۲۰۲۲ شروع شد. این مرحله تولید در ماه ژوئیه ۲۰۲۳ خاتمه یافت. ترانه با عنوان رب ورگا (پنجابی: ਰੱਬ ਵਰਗਾ) در لوکیشن‌های کم‌نظیر کرواسی فیلمبرداری شده است.